# Вилбур Сковил
Вилбур Линколн Сковил (енгл. Wilbur Lincoln Scoville; Бриџпорт, 22. јануар 1865 – Гејнсвил, 10. март 1942) био је амерички апотекар најпознатији по стварању „Сколвиловог сензорног теста”, данас познатог као Сковил скала.
Тест и скалу Сковил је осмислио 1912. године, како би измерио опорост, пикантност или љутину различитих врста чили паприка.

## Биографија
Сковил је написао књигу "Уметност састављања" (The Art of Compounding), која је први пут објављена 1895. године и доживела најмање 8 издања. Књига је коришћена као референтна литература у фармакологији до 60-тих година 20. века. Такође је написао и књигу "Екстракти и парфеми" (Extracts and Perfumes), која је садржала стотине рецепата. Једно време је био професор на Massachusetts College of Pharmacy and Health Sciences. Године 1912. осмислио је "Сколвилов сензорни тест" како би мерио пикантност различитих врста чили папричица. Данас је овај тест познат као  Сковил скала. 
Године 1922 Сколвил је освојио награду Еберт Америчке асоцијације фармацеута, а 1929. одликован је орденом части Ремингтон. Исте године је добио и звање почасног доктора наука универзитета Колумбија.

## Награде
Освојио је следеће награде Америчке асоцијације фармацеута (American Pharmaceutical Association - APhA):
- 1922 – Награда Еберт, додељена "...признатом аутору (ауторима) за најбоље излагање оригиналног истраживања лековитих супстанци..."
- 1929 – медаља части Ремингтон, највеће награде Америчке асоцијације фармацеута[2]